# 東部發電廠清水機組
東部發電廠清水機組，為一座位於臺灣花蓮縣秀林鄉的小型水力發電廠，舊稱清水發電廠，台電公司東部發電廠進行組織改造後，該廠全名改名為臺灣電力股份有限公司東部發電廠清水機組，民間另有清水水力發電廠、清水電廠等稱呼。廠區坐落在木瓜溪支流清水溪畔。於1939年啟用，是東部發電廠所管轄之發電機組中歷史最悠久者。係採川流式發電，有效落差為406公尺。

## 沿革

### 1930年代 - 1945年
清水發電廠最早在臺灣日治時期1936年10月20日動工興建，廠房土建工程由田村組負責，機組裝置部分由酒井鐵工所。於1939年10月完工商轉供電，當時發電廠名稱為「清水第一發電所」
1941年增設了第2部及第3部機組，每部裝置容量為二千五百瓩（2.5MW）。
1944年遭遇洪災，清水溪暴漲，並衝入發電所內導致發電所內部及機組損壞嚴重而決議廢棄。

### 1945年 - 2000年代
二戰後，臺灣省政府創立臺電公司，並開始著手針對日治時期臺灣各地日本殖民政府所遺留下的發電廠進行重建，1947年起原已被沖毀的清水發電所開始重建。後改名為清水發電廠。

### 2000年代 - 至今
2001年5月，因應政府組織改造，臺電「東部發電處」改組成「東部發電廠」，旗下多座發電廠亦改稱為發電機組，清水發電廠改為東部發電廠清水機組。並且完成自動化遙控機組工程，再由銅門機組設立銅門副控進行清水機組的遠端遙控機組與水閘門之開關。
2014年5月，因應東部發電廠組織及人員精簡，銅門副控正式裁撤，並將該副控之功能移至東部發電廠位在花蓮市的廠本部二樓總控制中因進行遠端遙控。

## 設施
清水機組最早於日治時期裝置了一部橫軸佩爾頓式水輪發電機（Pelton turbine），其中水輪機由日本電業社製造，而發電機則由日本芝浦會社製造，容量為二千瓩（2MW）。後陸續增加機組，至今總計3部機組發電容量為7000KW（7MW），年發電量約4,400 萬度。

### 機組
| 名稱   | 發電機型號             | 水輪機型號                     | 機組數量 | 發電方式 | 有效落差（公尺） | 單一機組用水量（CMS） | 容量（MW） | 位置         | 商轉日期   | 狀態   |
| ------ | ---------------------- | ------------------------------ | -------- | -------- | ---------------- | --------------------- | ---------- | ------------ | ---------- | ------ |
| 一號機 | 日本芝浦製2000KW發電機 | 日本電業社製橫軸佩爾頓式水輪機 | 1        | 川流式   | 406              | 0.84CMS               | 2.5MW      | 花蓮縣秀林鄉 | 1941年     | 商轉中 |
| 二號機 | 日本芝浦製2000KW發電機 | 日本電業社製橫軸佩爾頓式水輪機 | 1        | 川流式   | 406              | 0.84CMS               | 2.5MW      | 花蓮縣秀林鄉 | 1941年     | 商轉中 |
| 三號機 | 日本芝浦製2000KW發電機 | 日本電業社製橫軸佩爾頓式水輪機 | 1        | 川流式   | 406              | 0.64CMS               | 2MW        | 花蓮縣秀林鄉 | 1939年10月 | 商轉中 |

### 管理
- 電廠名稱：東部發電廠清水機組
- 管理單位：臺灣電力公司東部發電廠
- 廠內編制：1（機組為遠端遙控，僅駐廠保全1人）

### 設施
- 廠房類型：露天式
- 取水來源：清水溪 - 木瓜溪支流（清一壩）
- 壓力鋼管：三條

## 圖集

### 廠區

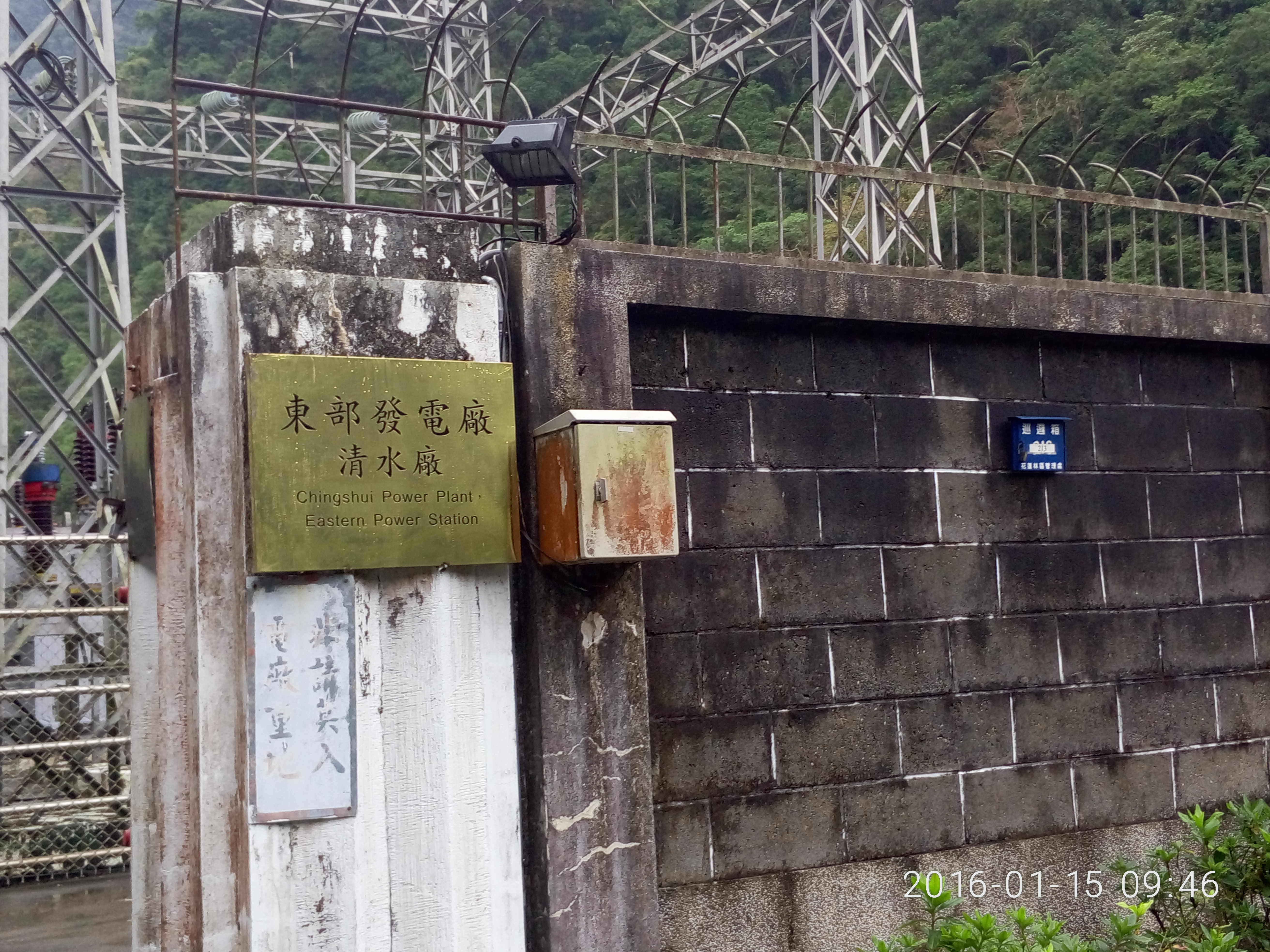
清水機組大門門牌
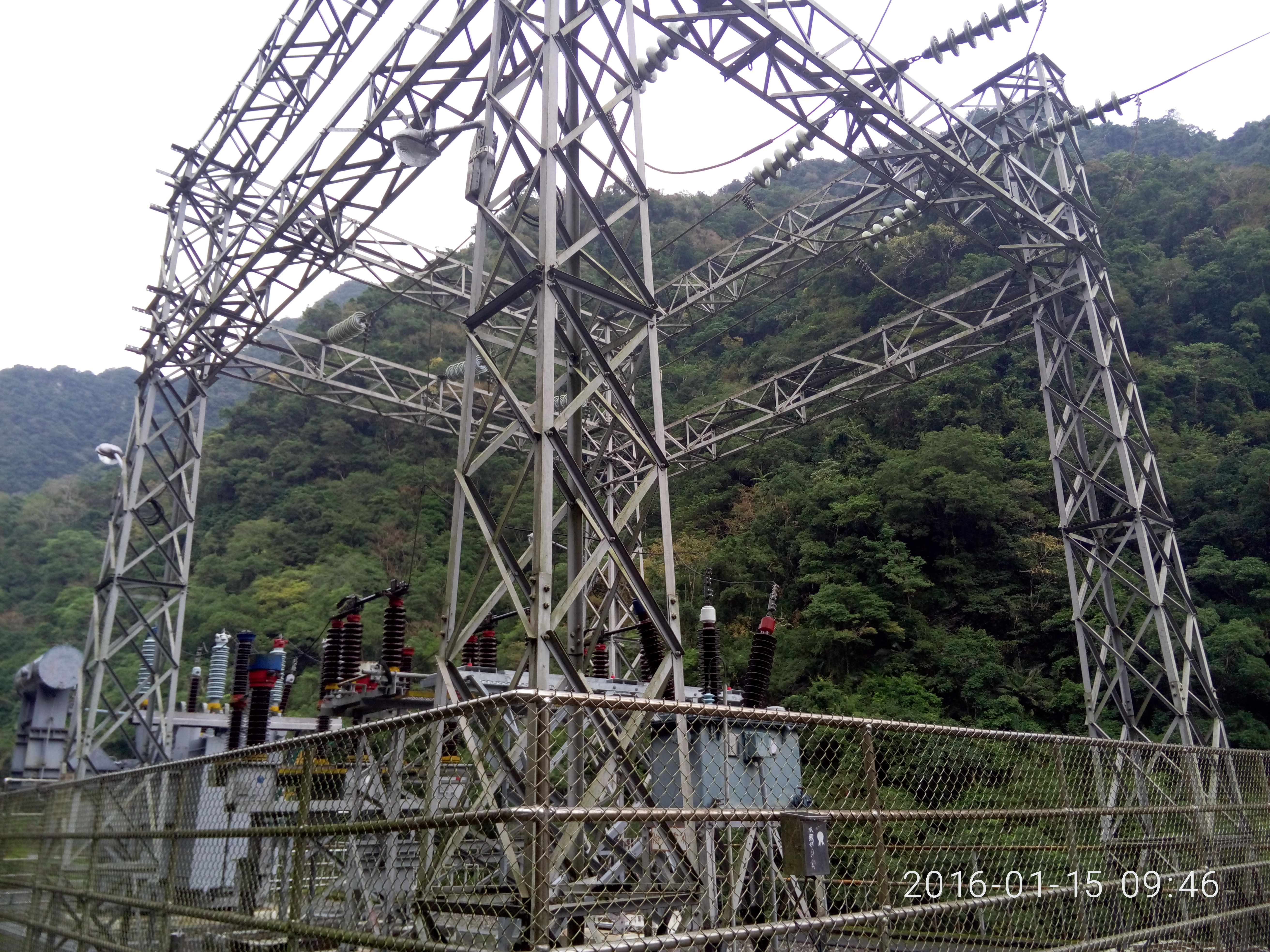
清水機組開關廠
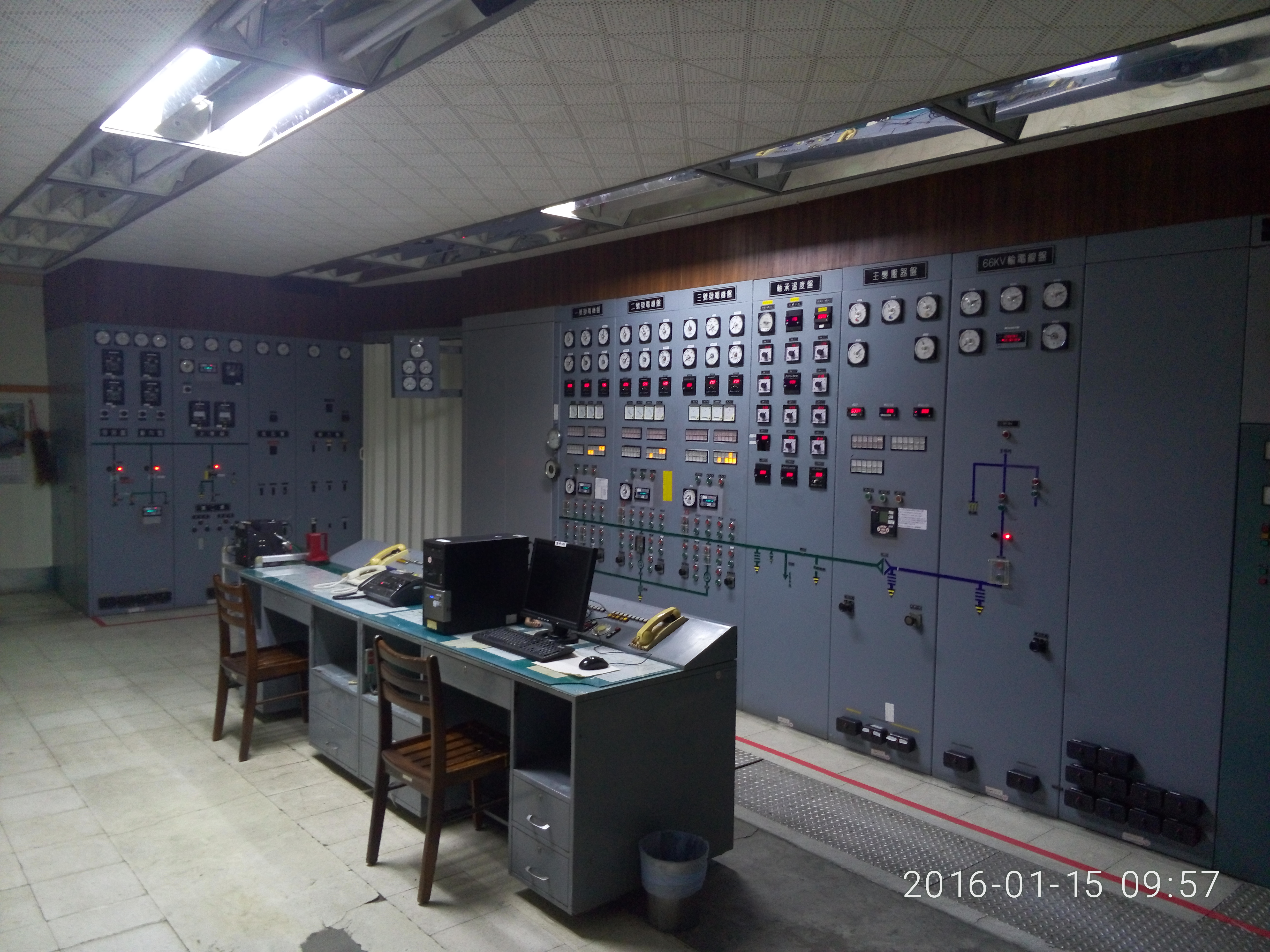
清水機組控制室，目前控制室均已無人留守
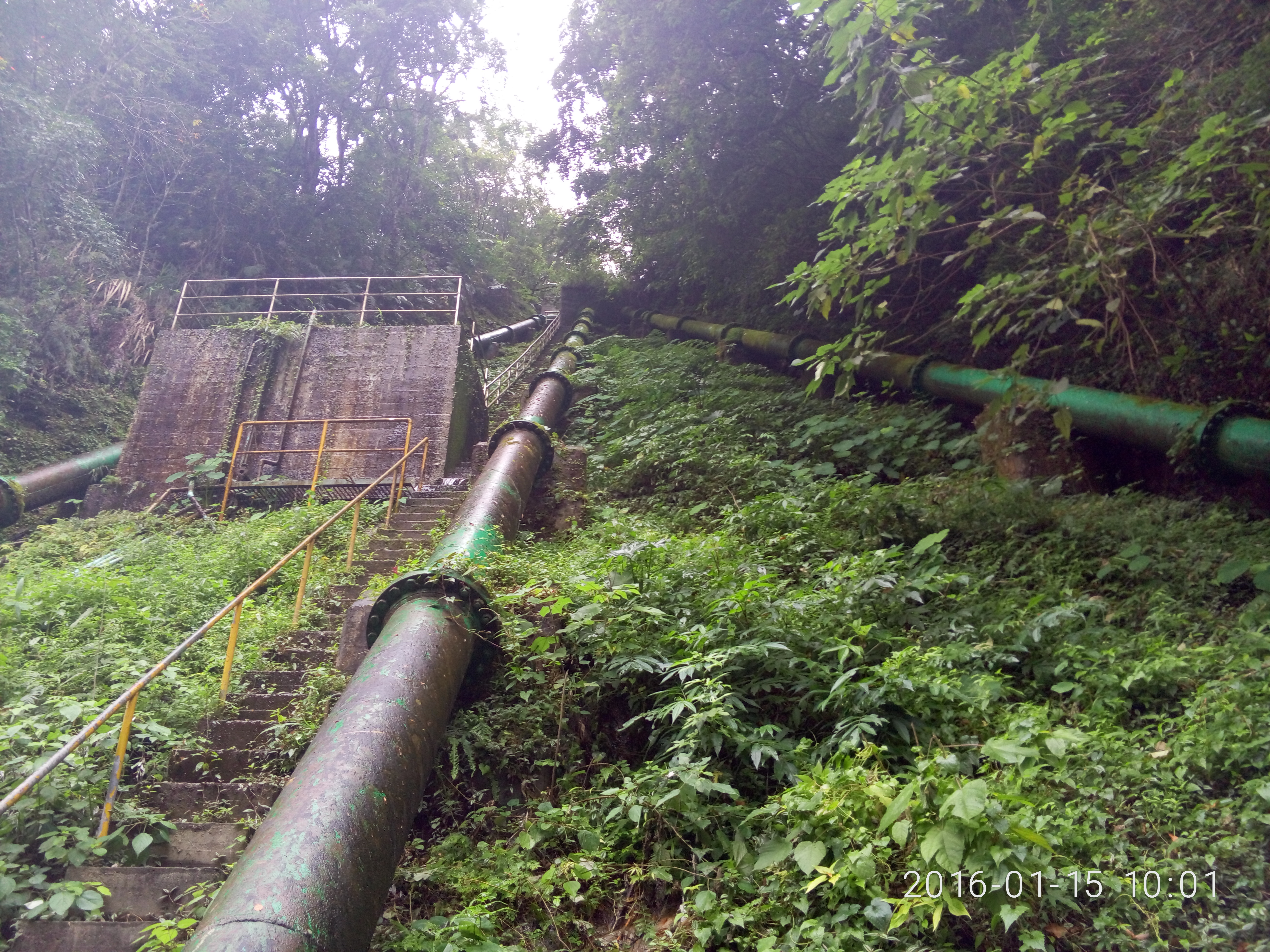
清水機組壓力鋼管，最左邊為原僅一部機時的壓力鋼管，後增建的兩部機壓力鋼管為中間與右邊兩支
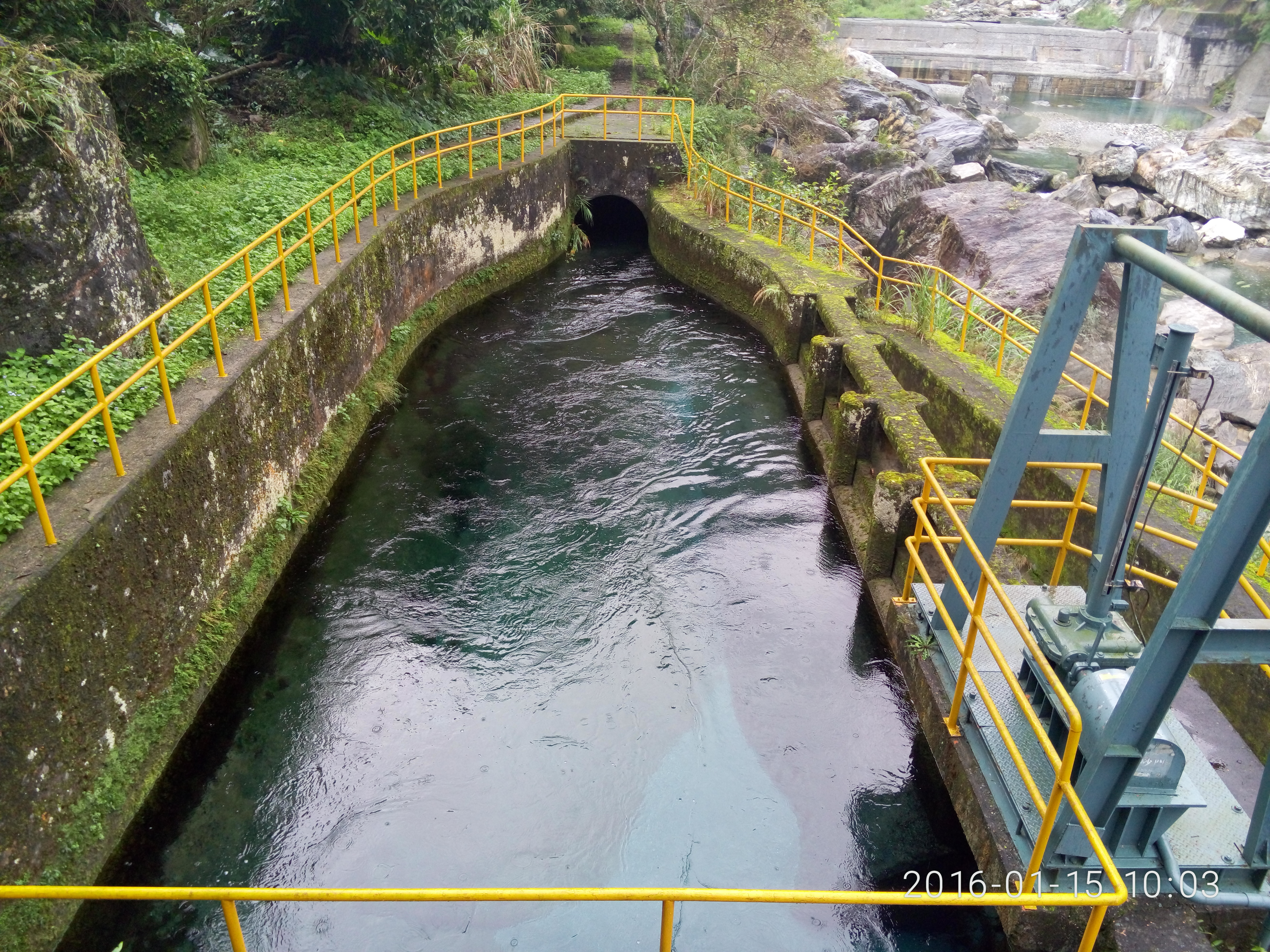
清二壩沉砂池，沉砂後再與清水機組發電尾水匯合流至下游清流機組再次發電
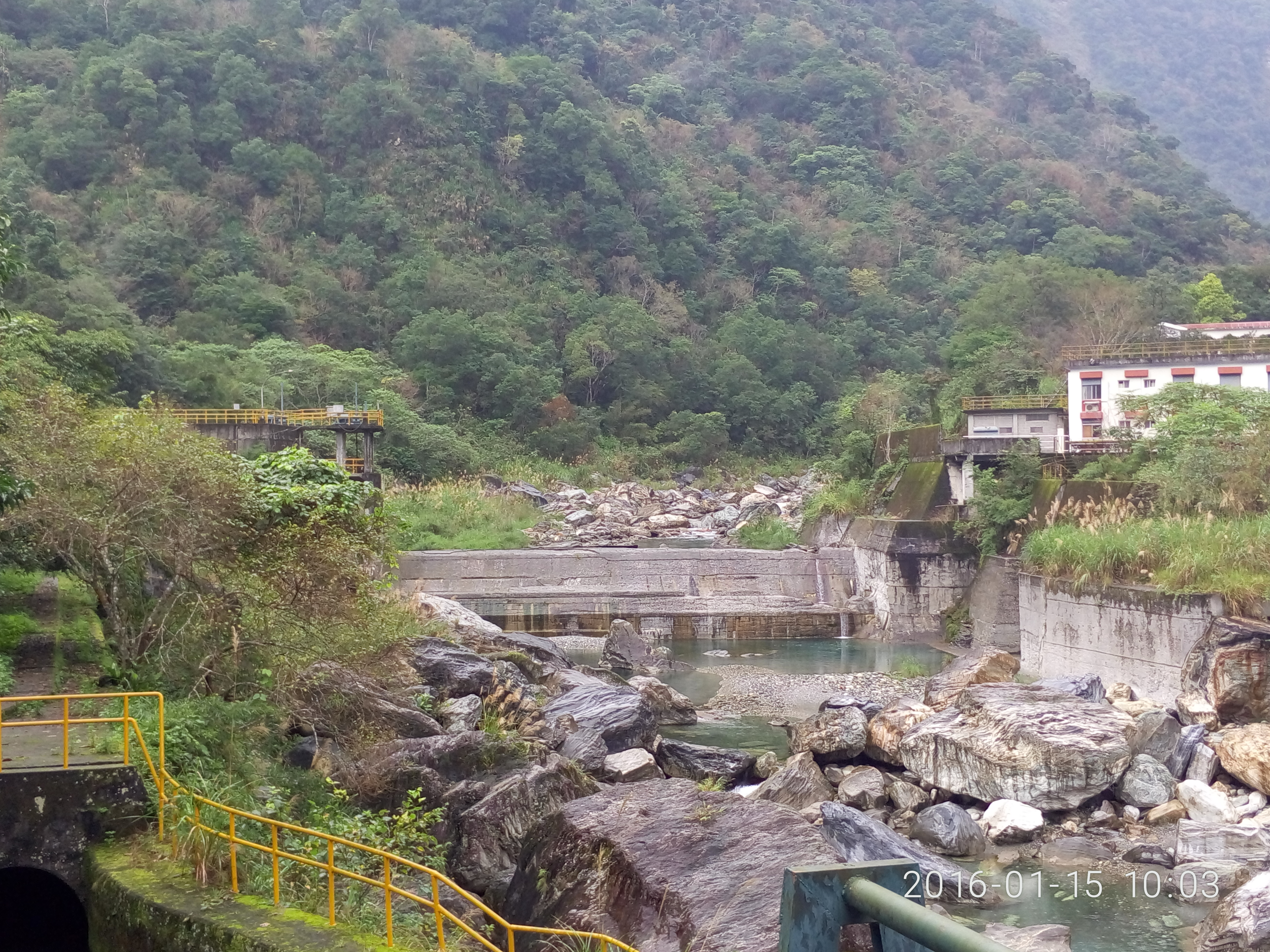
清二壩，位在清水機組上游
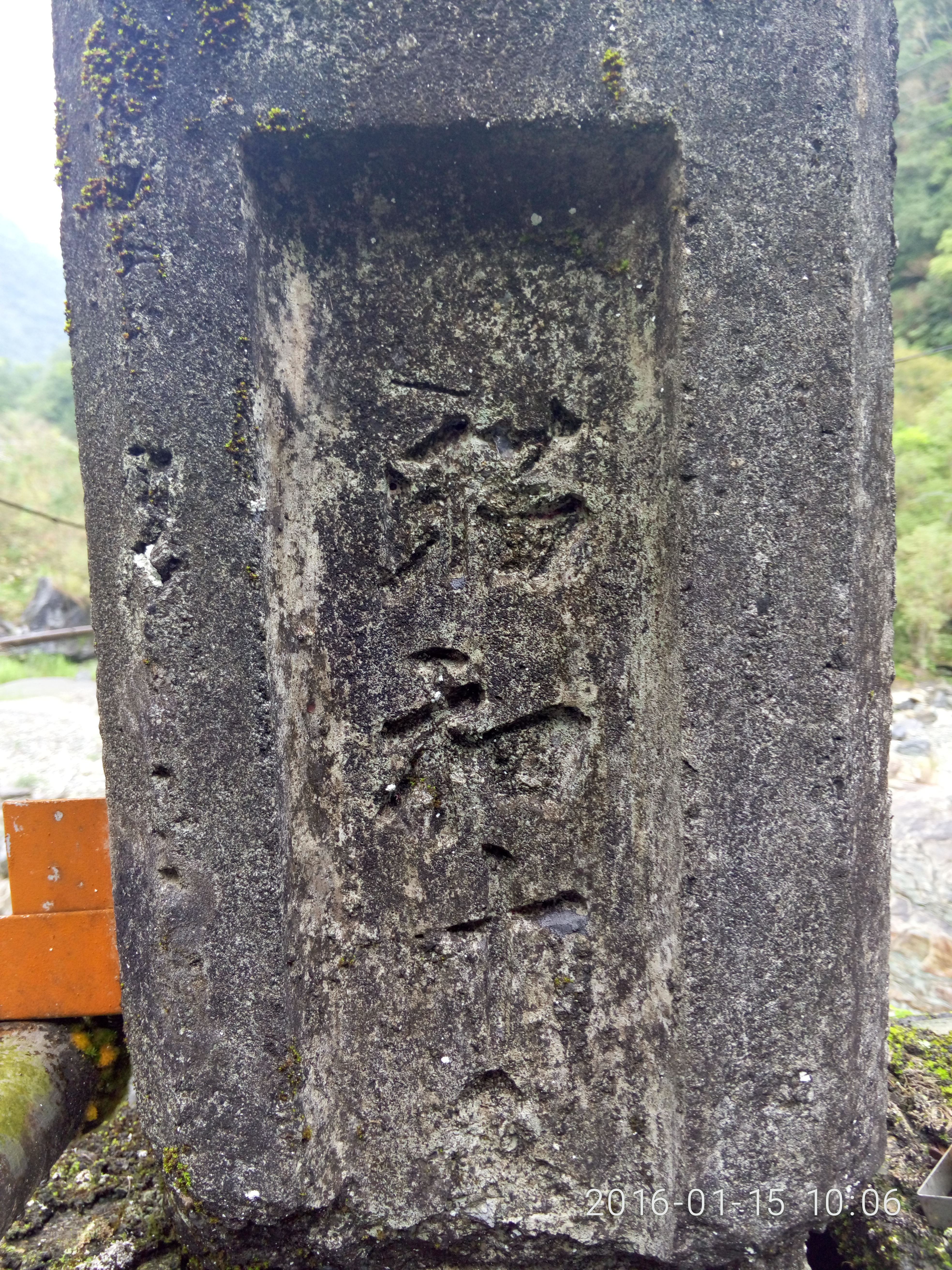
日治時期昭和10年興建的宿舍區飲用水吊橋頭

### 發電機

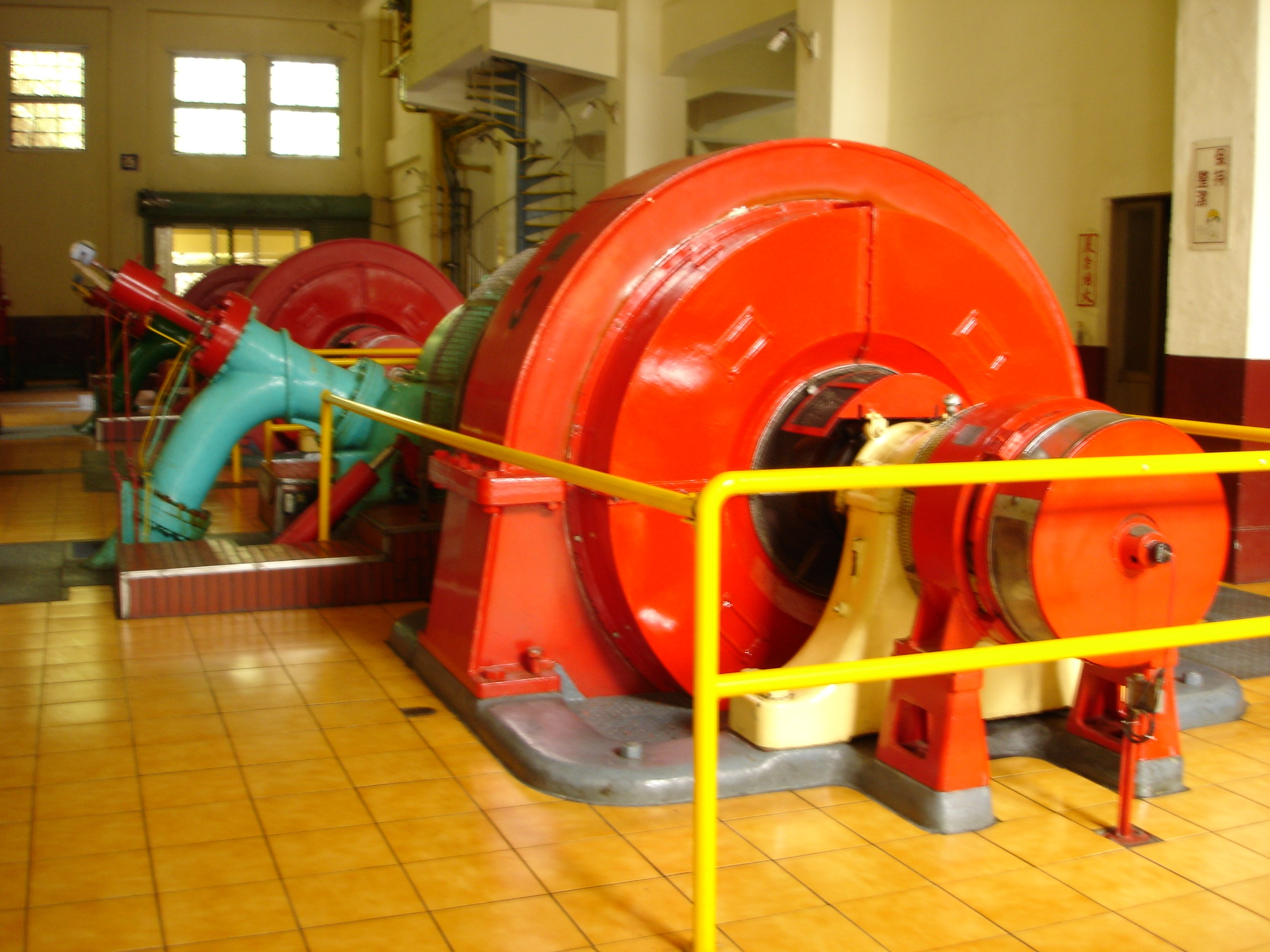
清水機組廠房內部
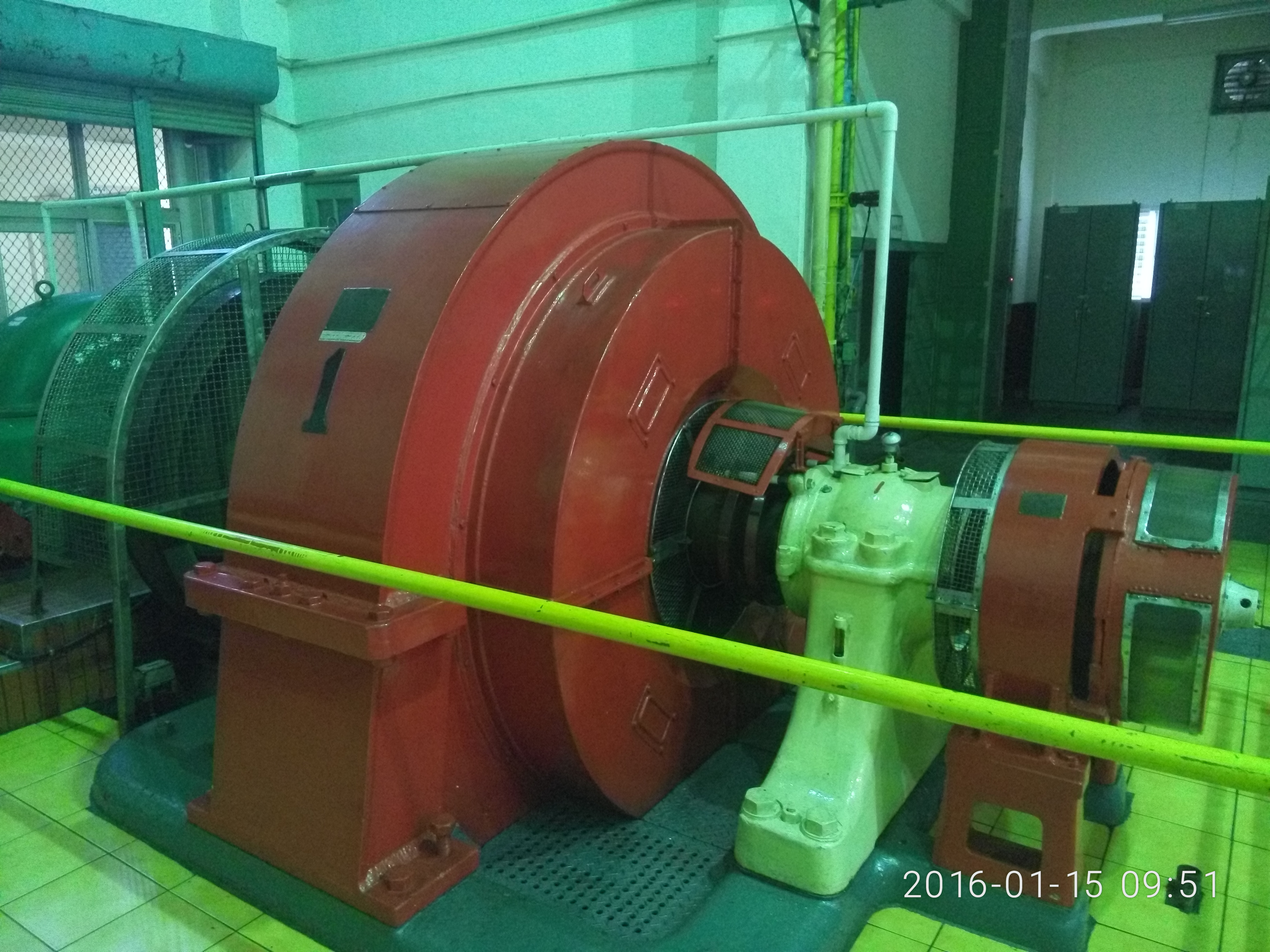
清水機組一號發電機外殼
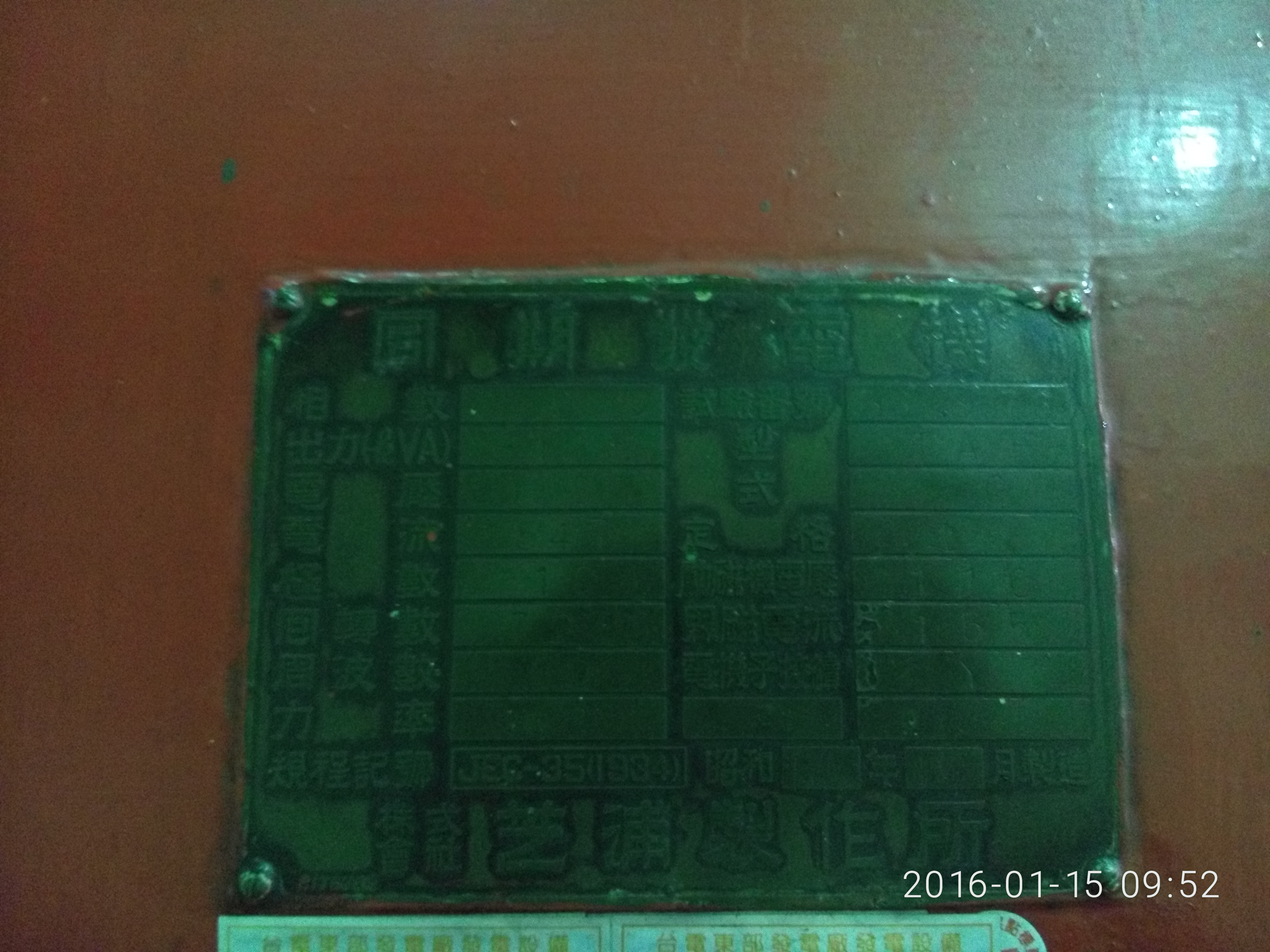
東部發電廠清水機組一號發電機名牌
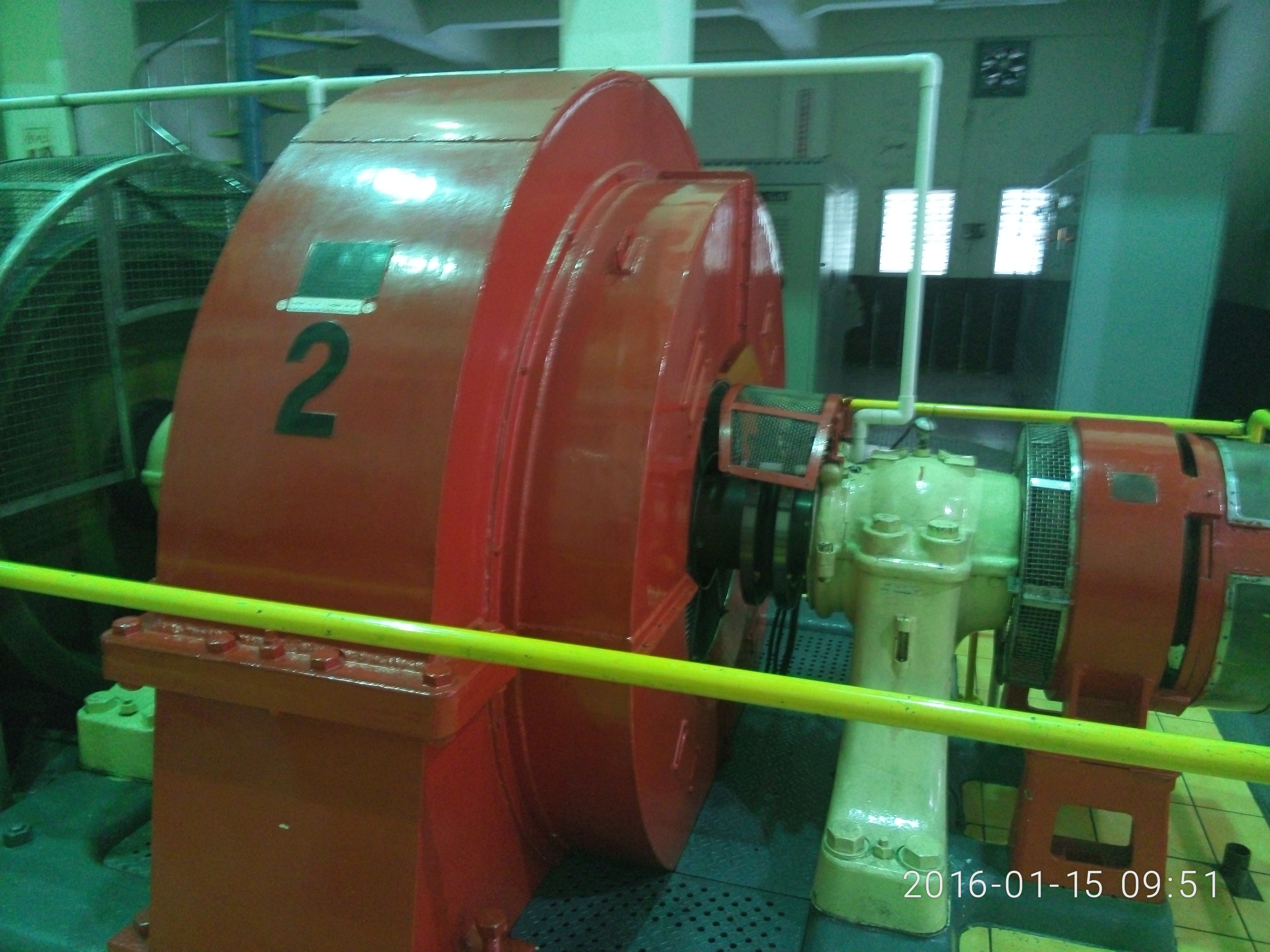
清水機組二號發電機外殼
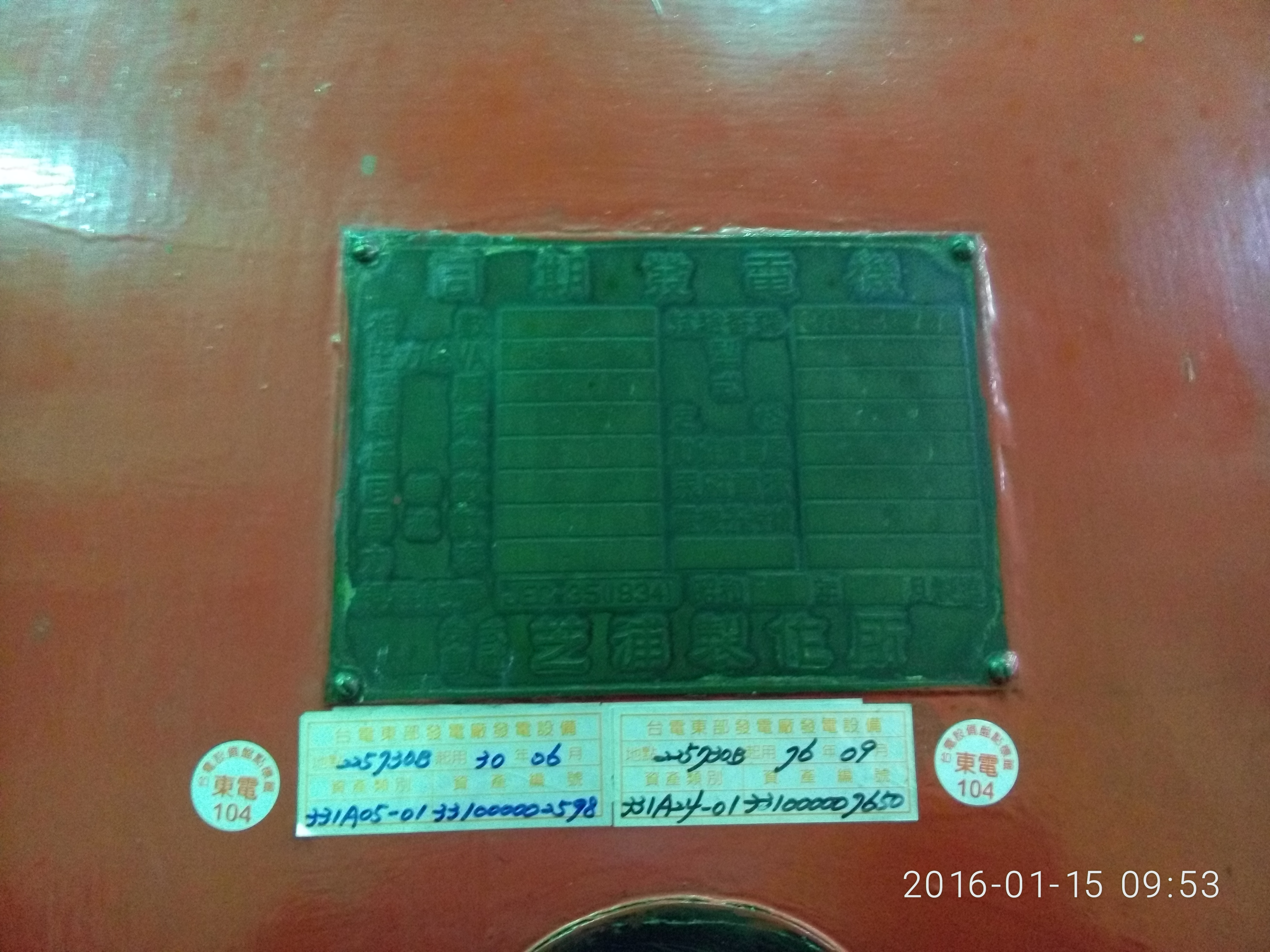
東部發電廠清水機組二號發電機名牌
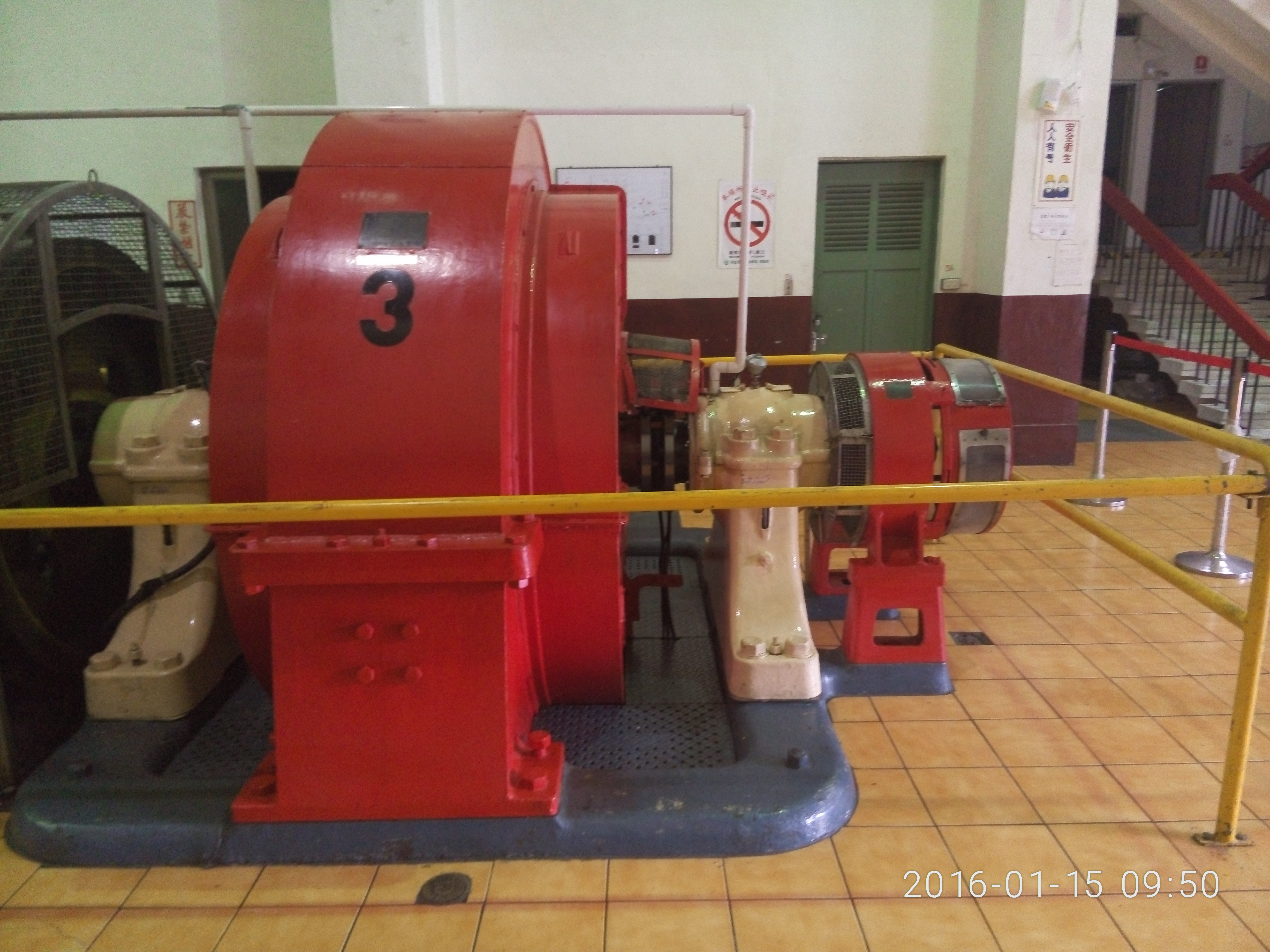
清水機組三號發電機外殼
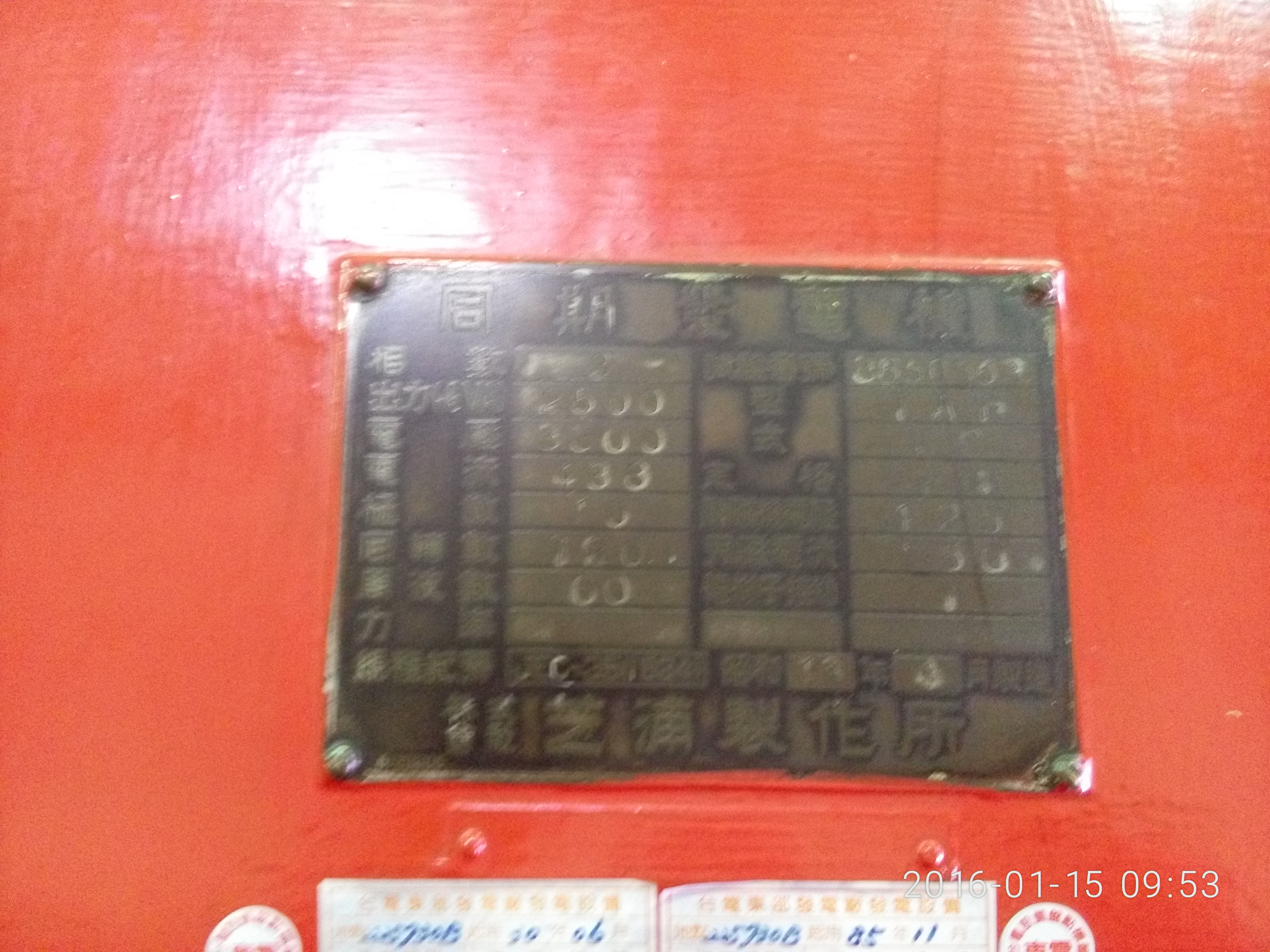
清水機組三號發電機名牌

### 水輪機

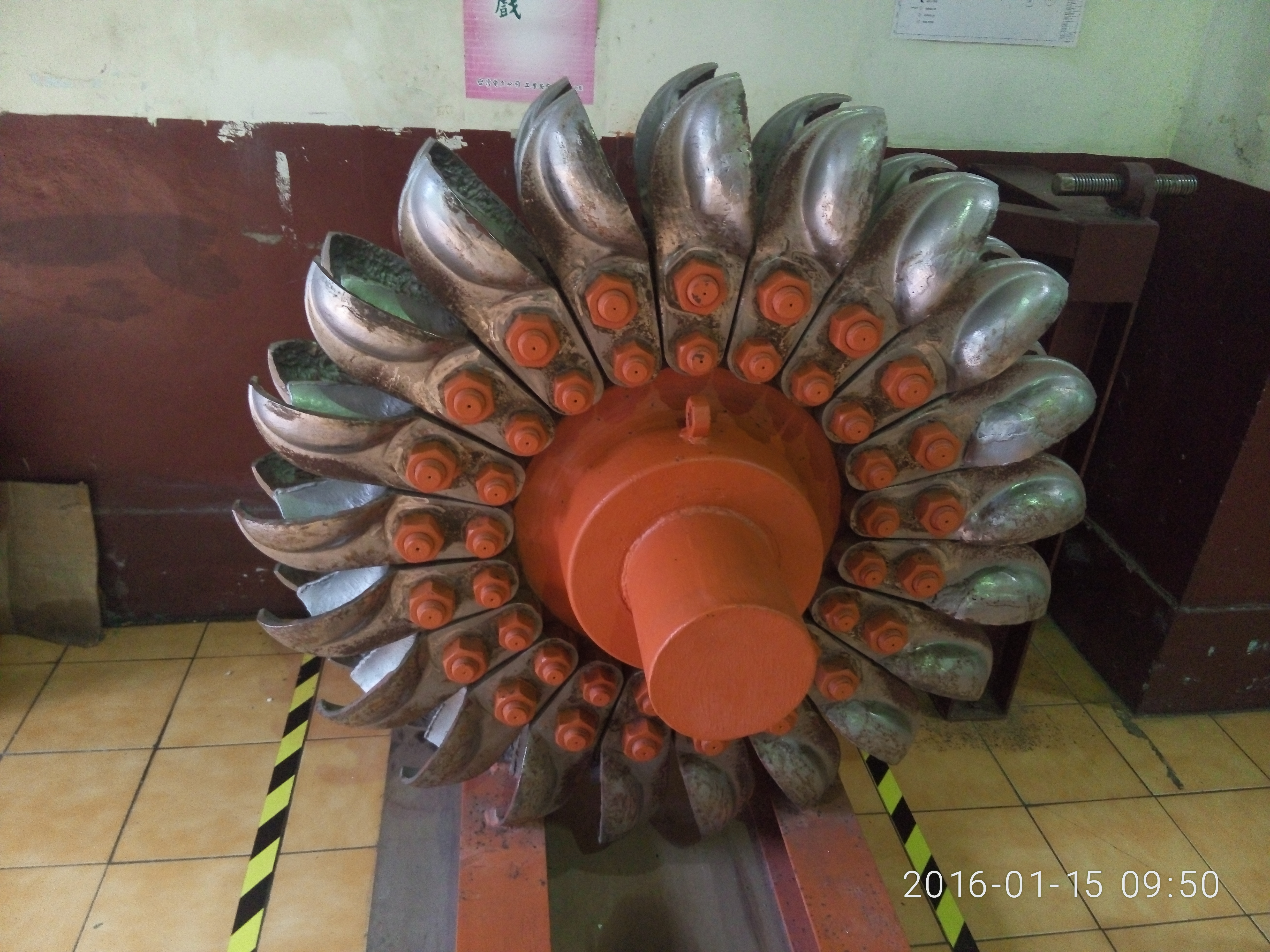
清水機組廠內展示的佩爾頓式水輪機動輪
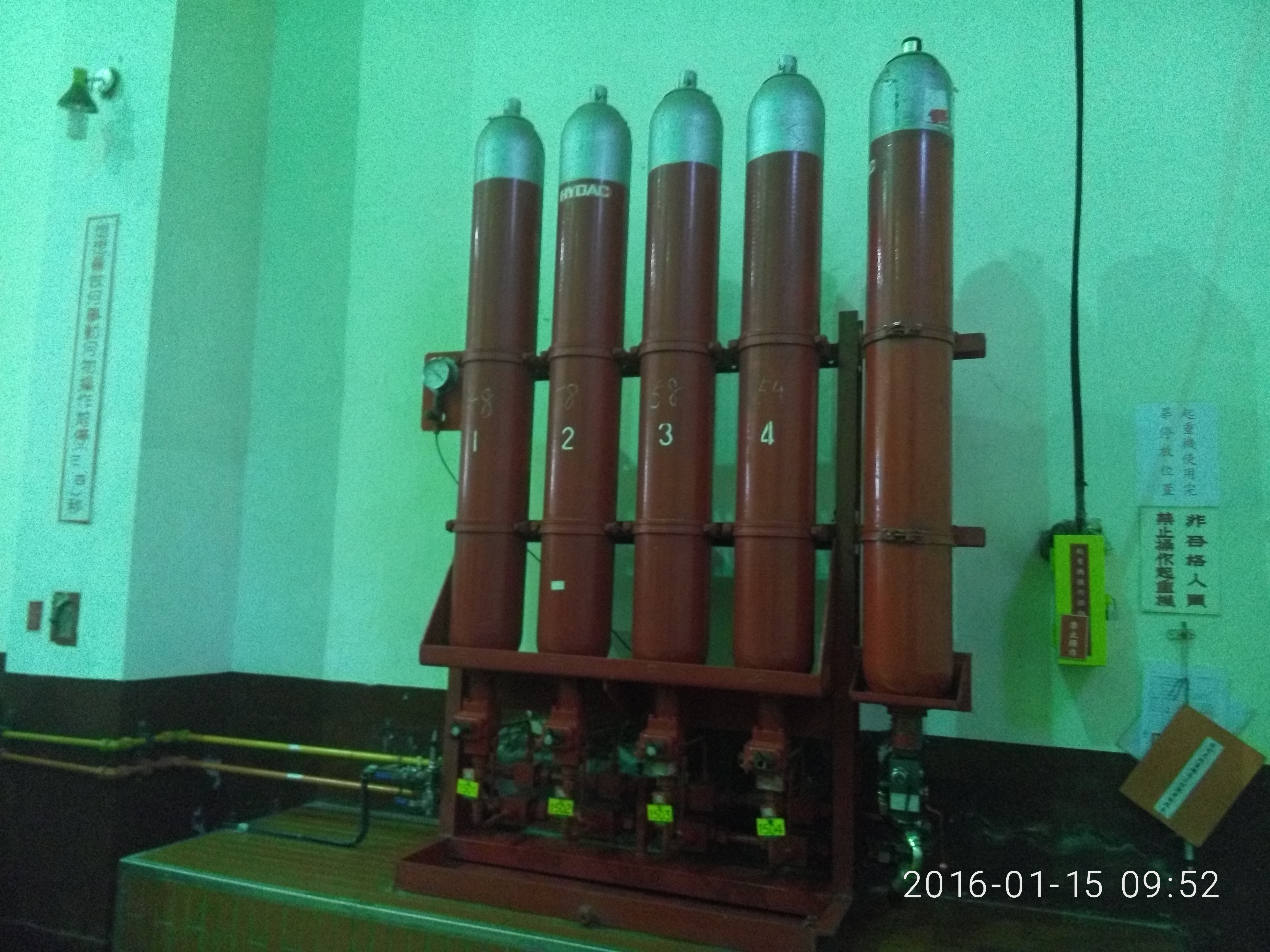
清水機組主閥開關壓油設備
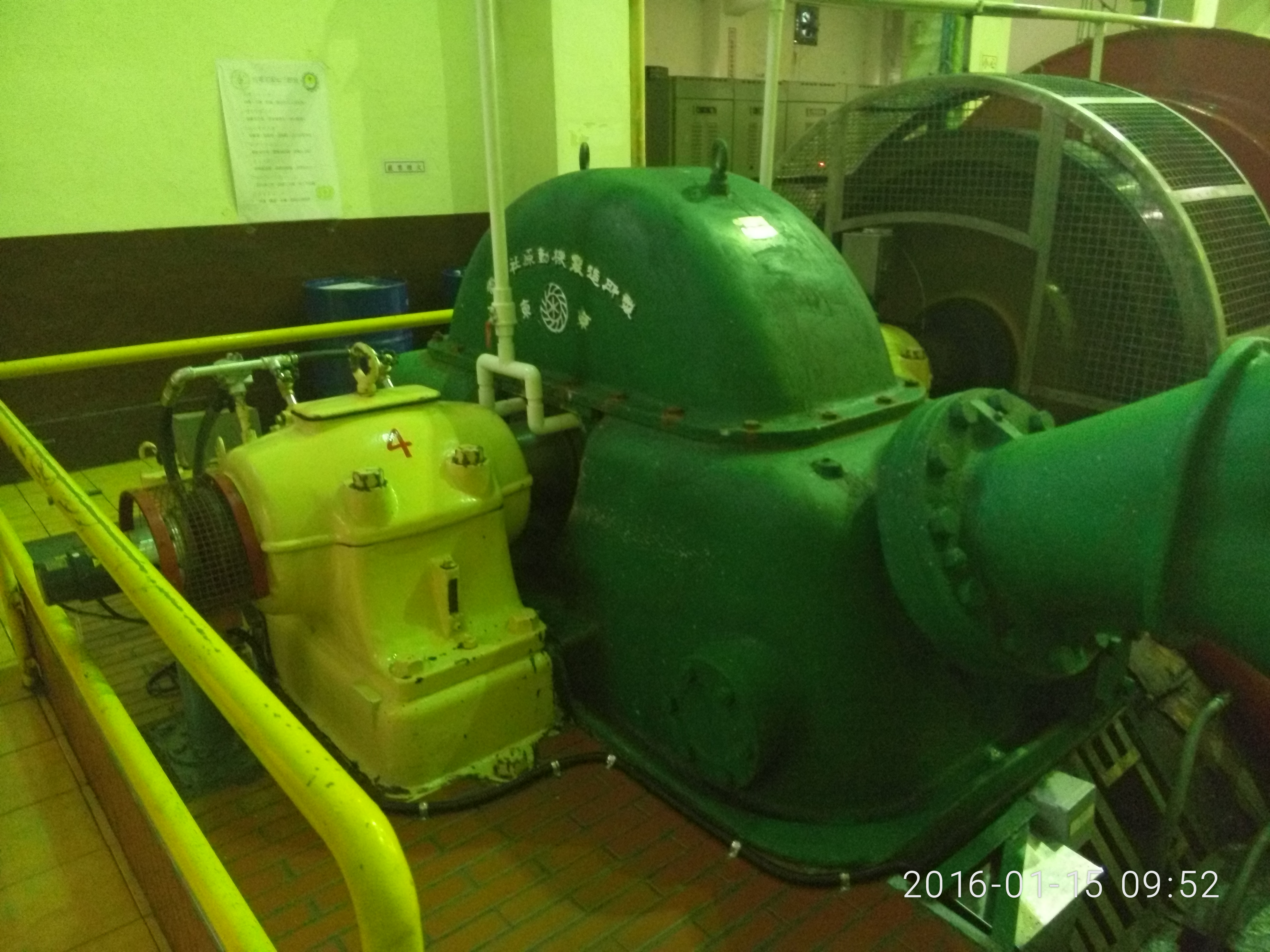
清水機組一號水輪機外殼
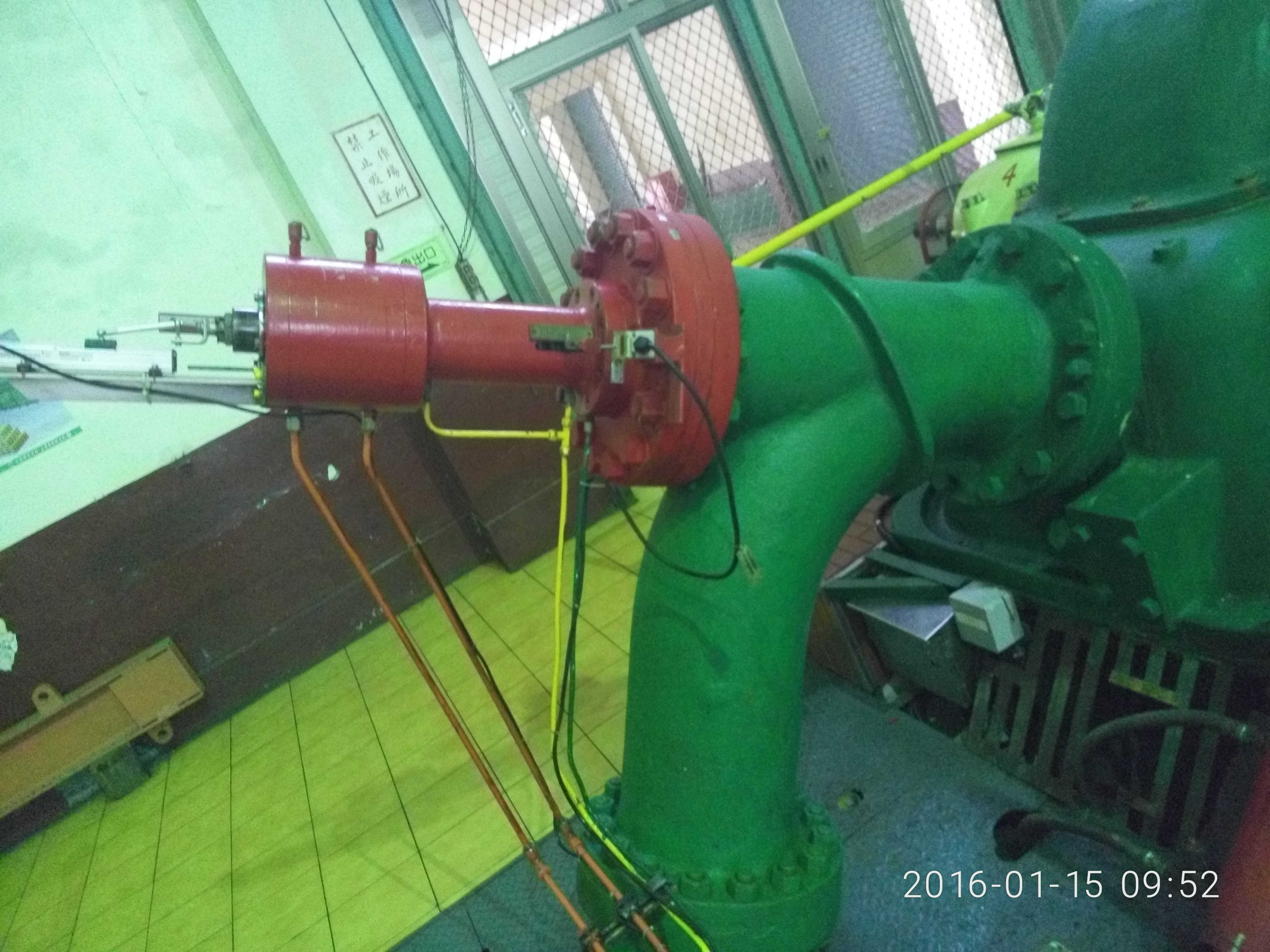
清水機組一號水輪機針閥上部
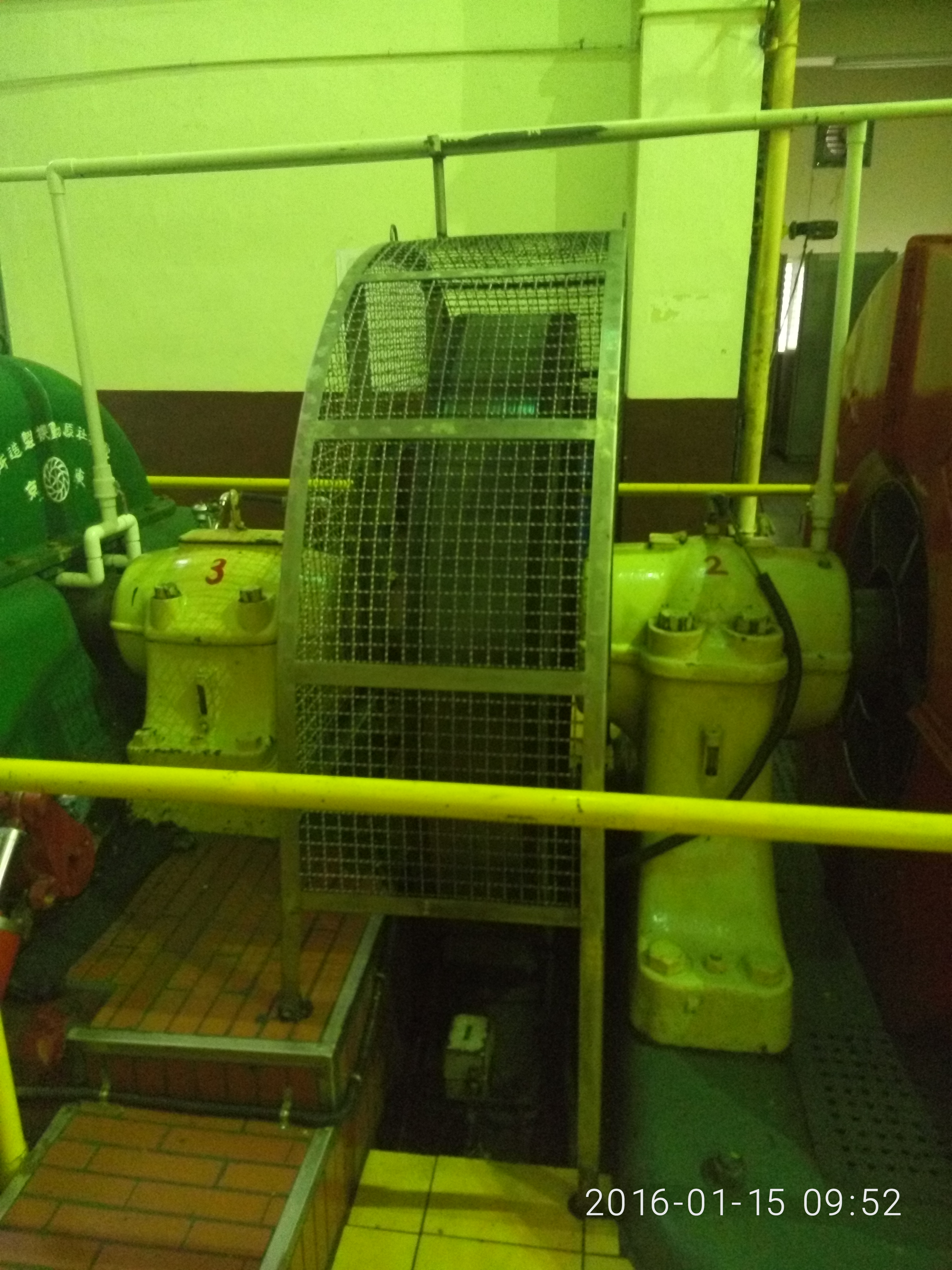
清水機組一號水輪機調速機飛輪
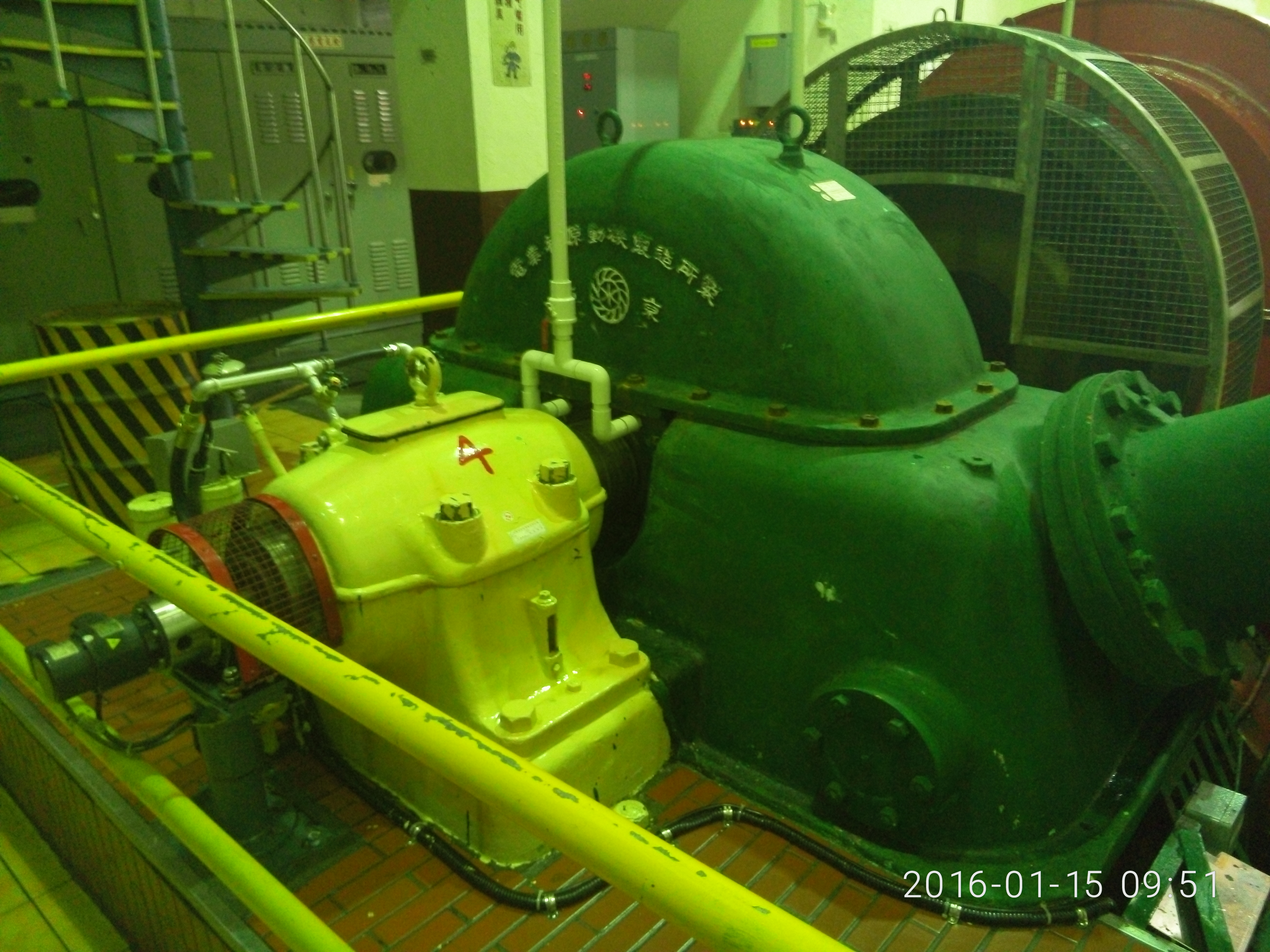
清水機組二號水輪機外殼
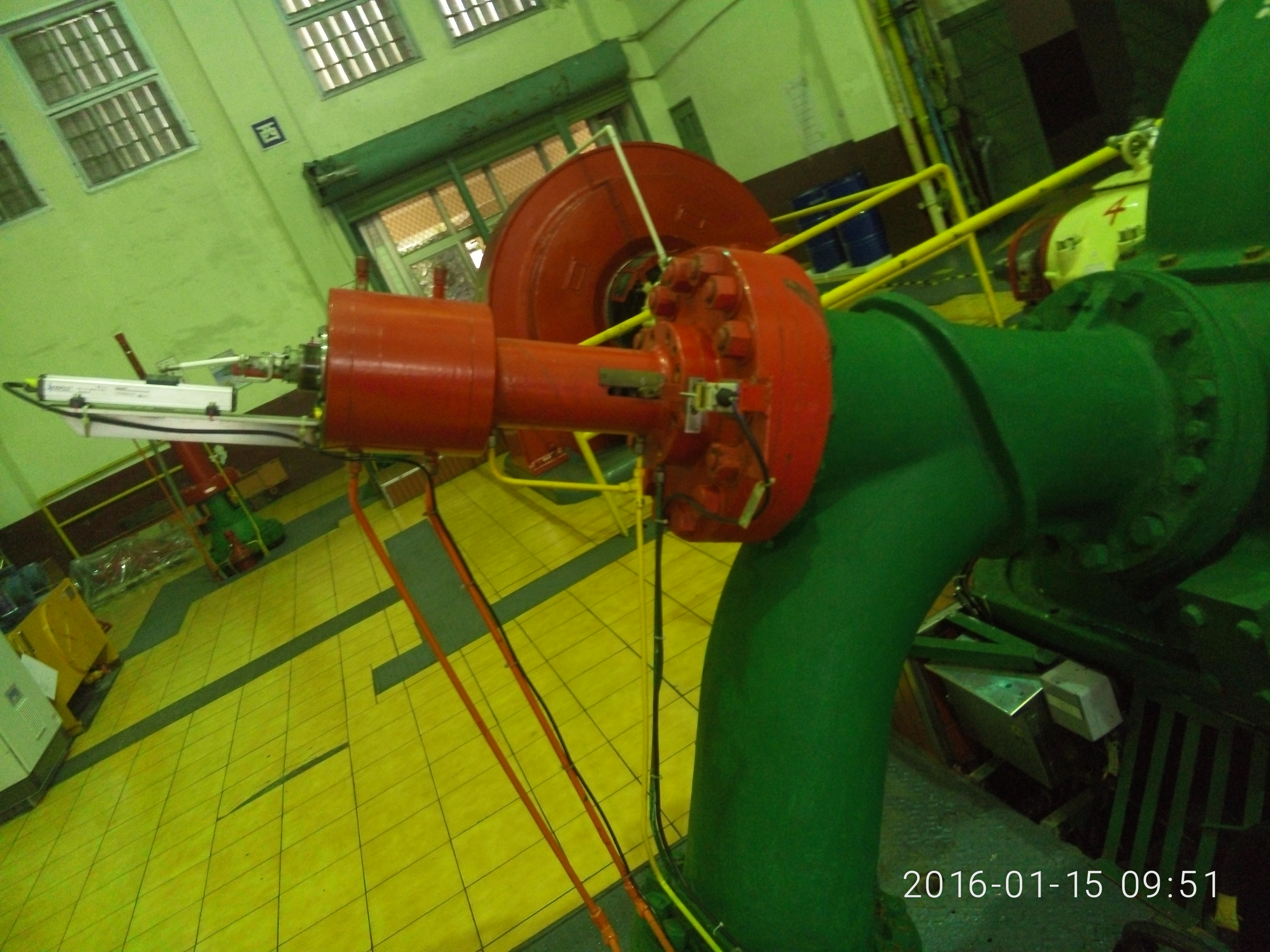
清水機組二號水輪機針閥上部
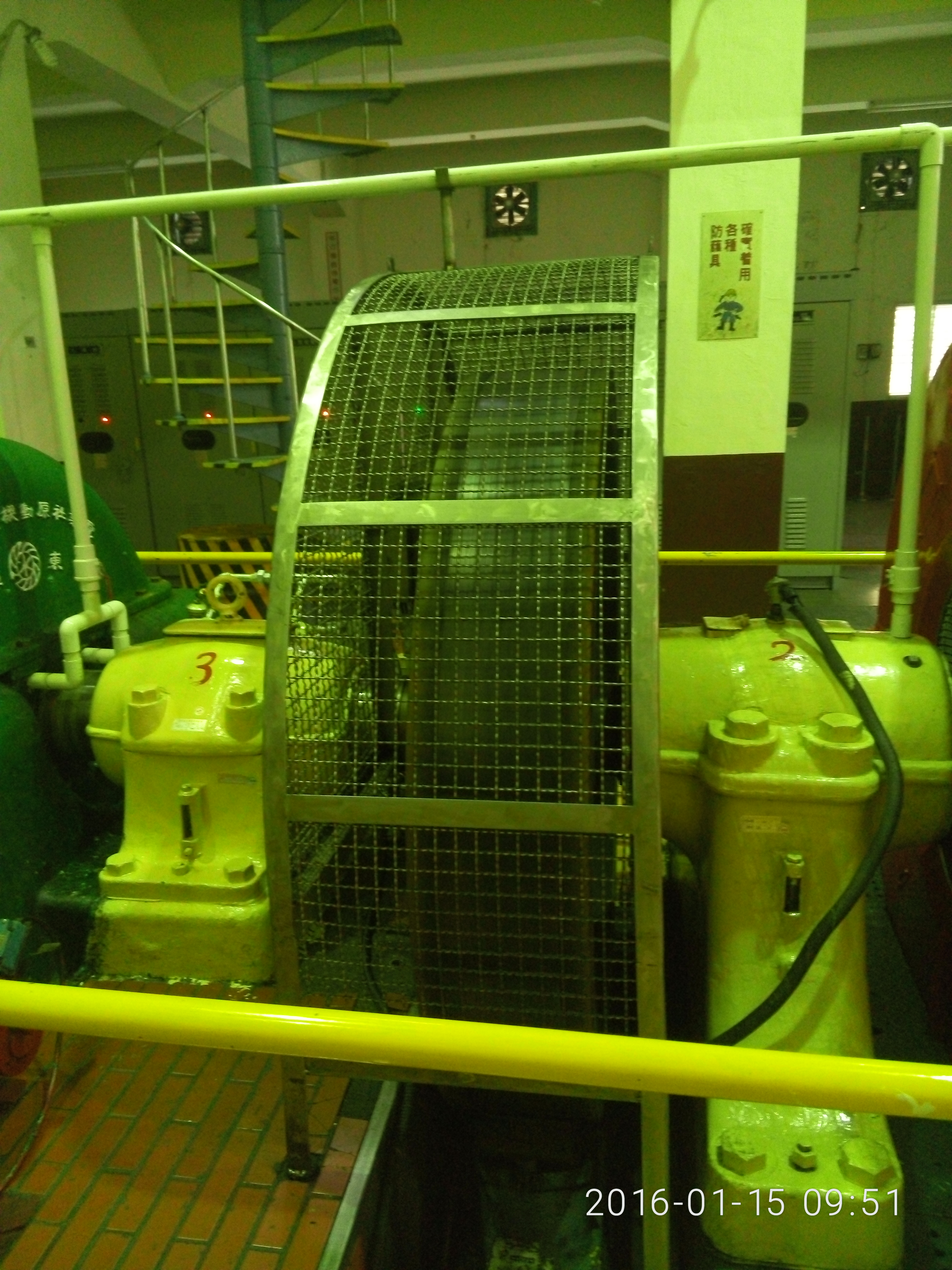
清水機組二號水輪機調速機飛輪
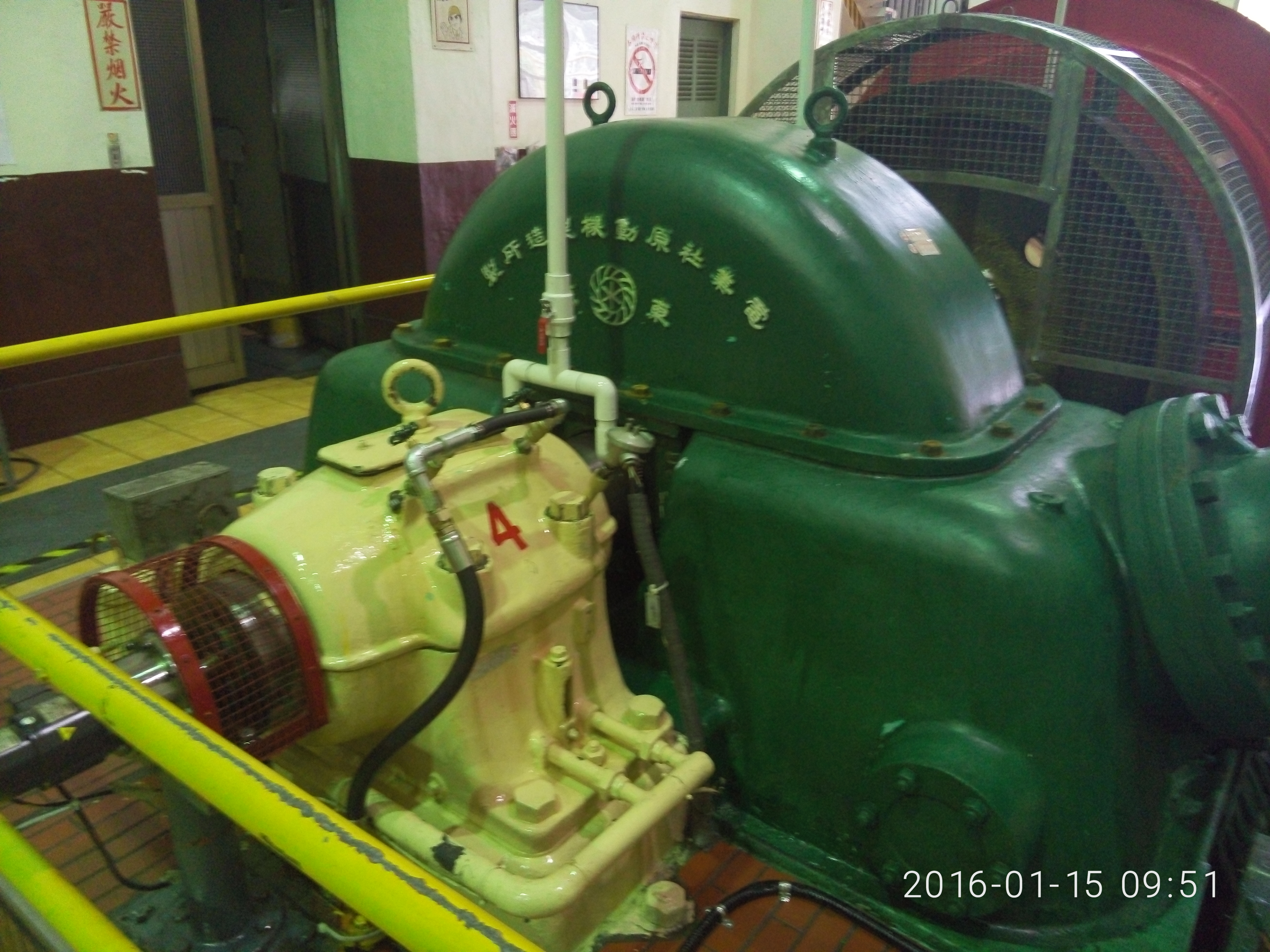
清水機組三號水輪機外殼
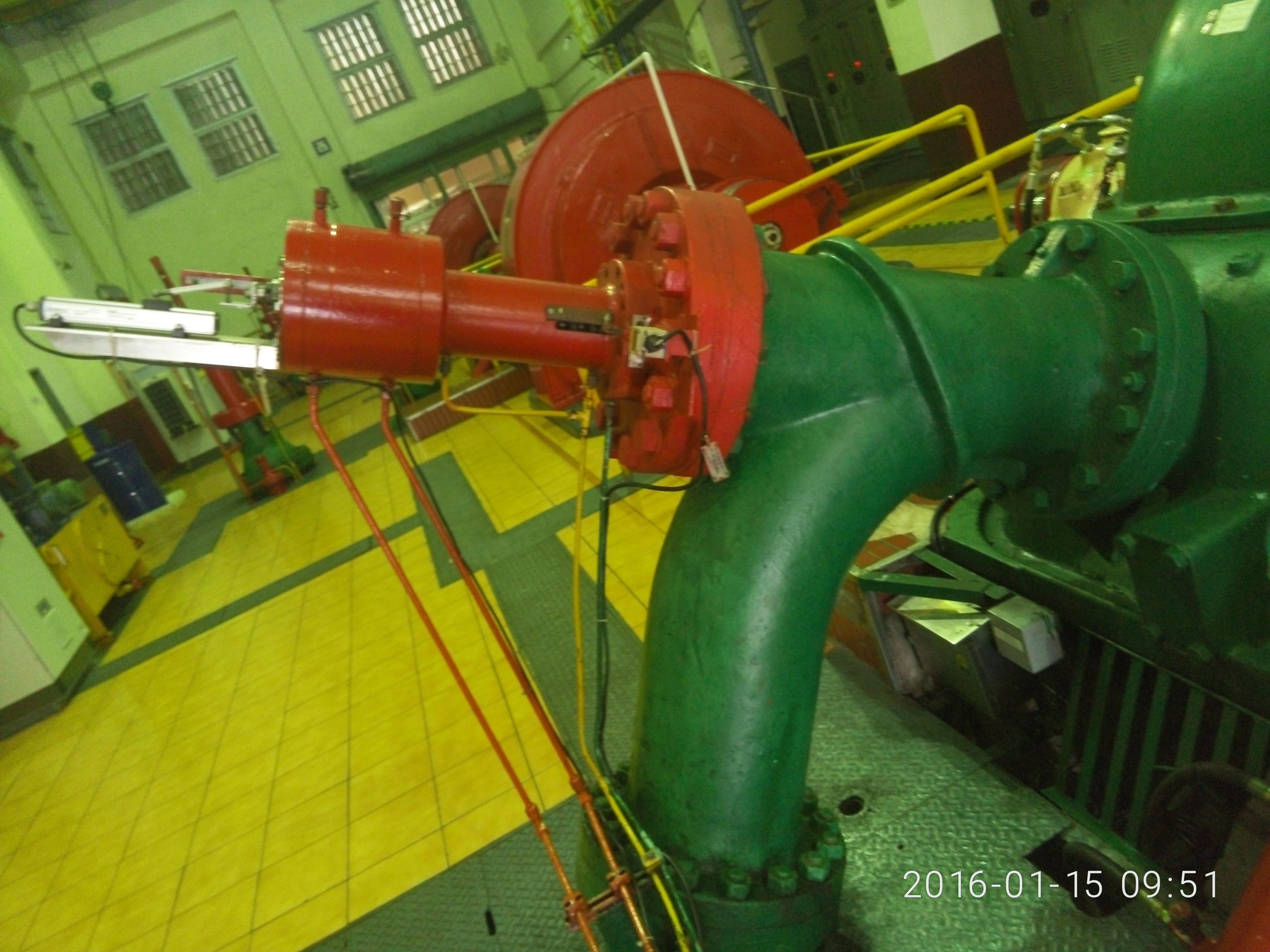
清水機組三號水輪機針閥上部
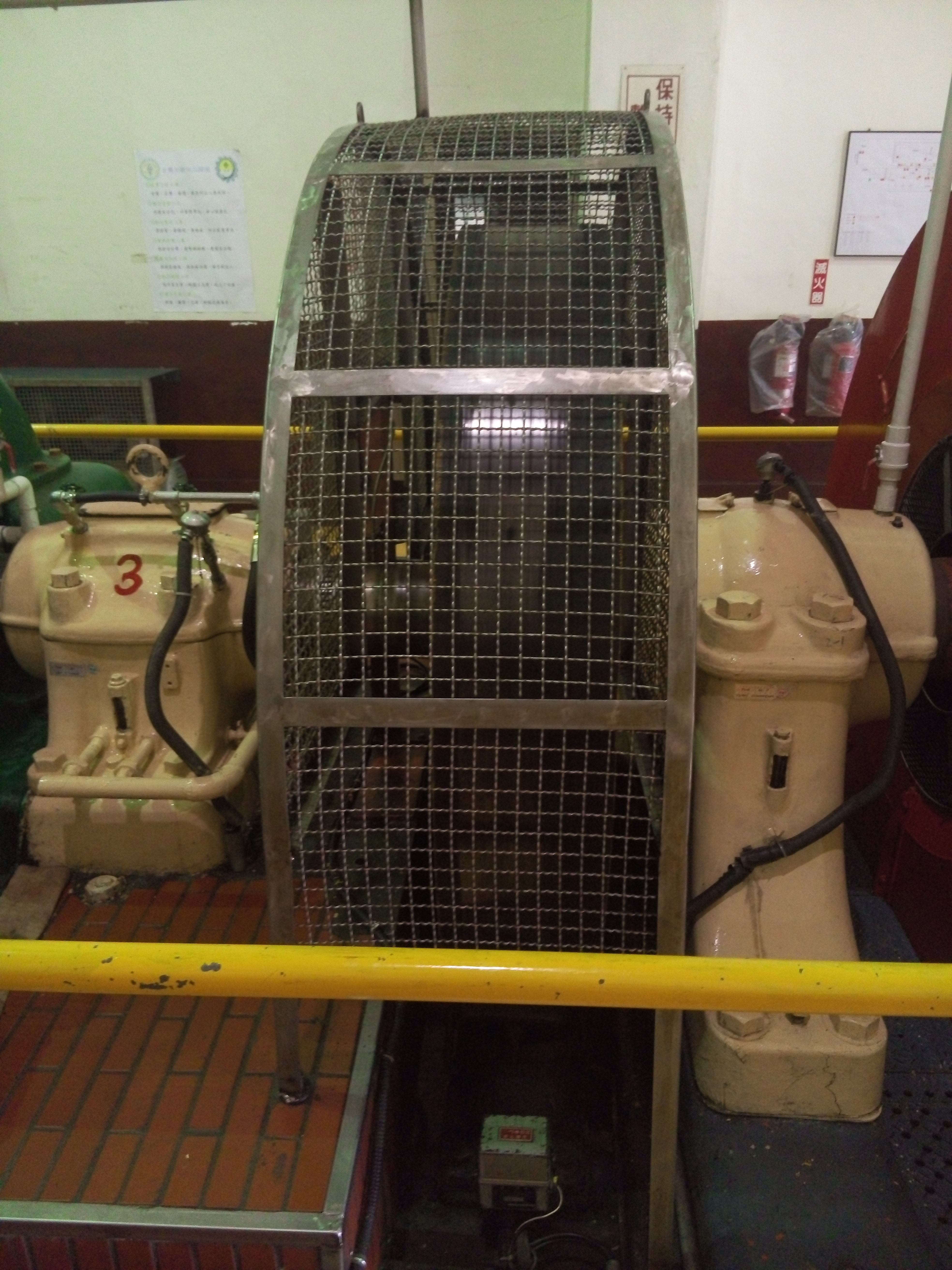
清水機組三號水輪機調速機飛輪

## 外部連結
- （繁體中文）東部發電廠簡介 - 台灣電力公司